# Kassenärztliche Vereinigung

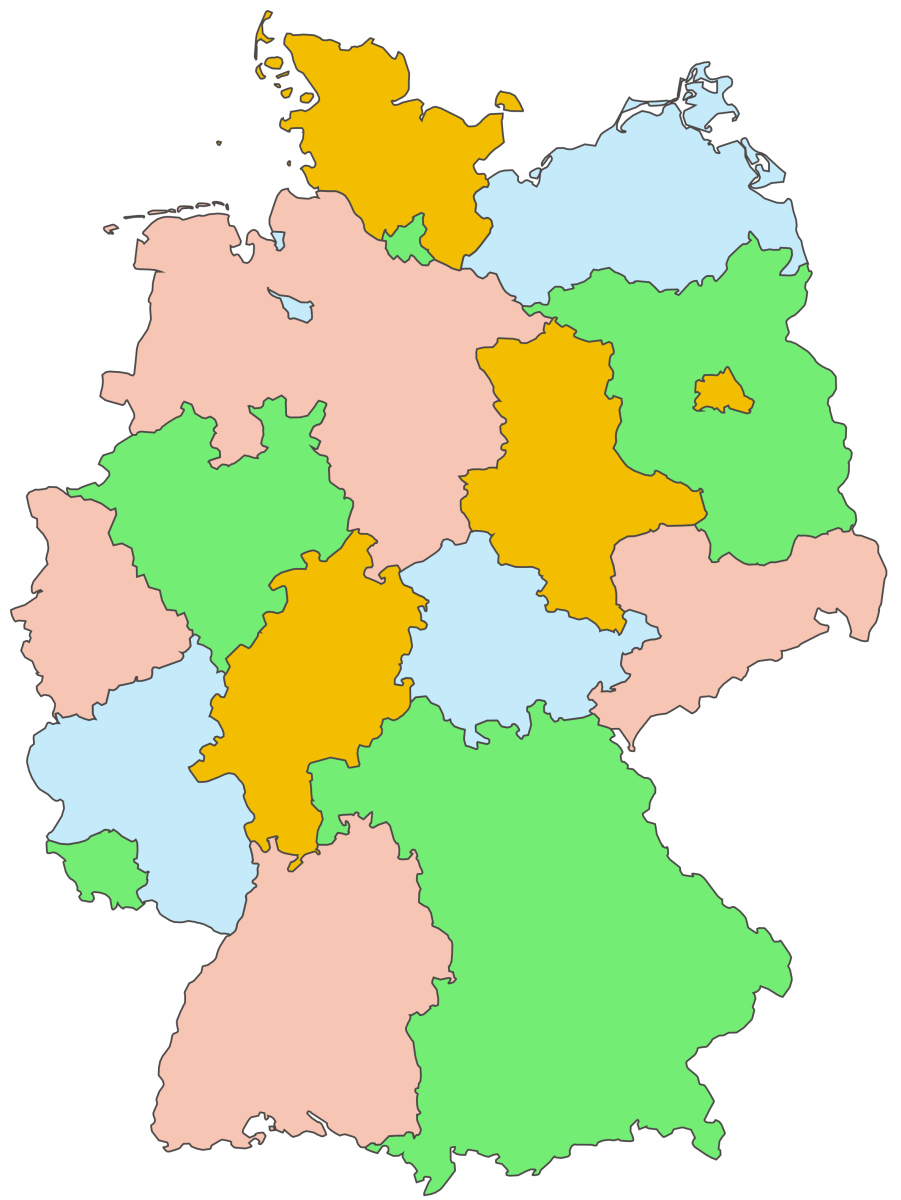
Die 17 Kassenärztlichen bzw. Kassenzahnärztlichen Vereinigungen in Deutschland

Kassenärztliche Vereinigungen (KV) sind in Deutschland gemäß § 77 Abs. 5 SGB V Körperschaften des öffentlichen Rechts, denen alle Vertragsärzte und Vertragspsychotherapeuten angehören müssen. Sie sind für die vertragsärztliche Versorgung der Versicherten der Gesetzlichen Krankenversicherungen zuständig und die Clearingstelle für die Abrechnung zwischen den Krankenkassen und den Vertragsärzten.
Neben den Kassenärztlichen Vereinigungen gibt es die Kassenzahnärztlichen Vereinigungen (KZV), denen die Vertragszahnärzte angehören müssen.

## Grundlage
Früher hießen die Vertragsärzte Kassenärzte, weil sie Patienten der gesetzlichen Krankenkassen behandelten. Der Name ihrer Interessenvertretung wurde nicht geändert. Der Name Vertragsarzt beruht auf dem freiwilligen Beitritt der niedergelassenen Ärzte zu den Kassenverträgen mit den Krankenkassen (Vertragsbeitritt) mit dem Ziel einer Beteiligung an der Versorgung der Versicherten.
In der Bundesrepublik Deutschland (einschließlich West-Berlin) gab es vor der Wende 18 Kassenärztliche Vereinigungen, und zwar „in Nordrhein-Westfalen zwei, in Rheinland-Pfalz und in Baden-Württemberg jeweils vier, ansonsten je eine“ bei insgesamt elf Bundesländern einschließlich Berlins.

## Mitglieder
Mitglieder der Kassenärztlichen Vereinigungen sind
- die im jeweiligen Zuständigkeitsbereich niedergelassenen zugelassenen Ärzte, Psychologischen Psychotherapeuten und Kinder- und Jugendlichenpsychotherapeuten
- die bei Vertragsärzten und Vertragspsychotherapeuten und den zugelassenen Medizinischen Versorgungszentren (MVZ) tätigen angestellten Ärzte, Psychologischen Psychotherapeuten und Kinder- und Jugendlichenpsychotherapeuten (mindestens zehn Stunden pro Woche tätig) und
- die an der vertragsärztlichen Versorgung teilnehmenden ermächtigten Krankenhausärzte.

## Organisationsstruktur

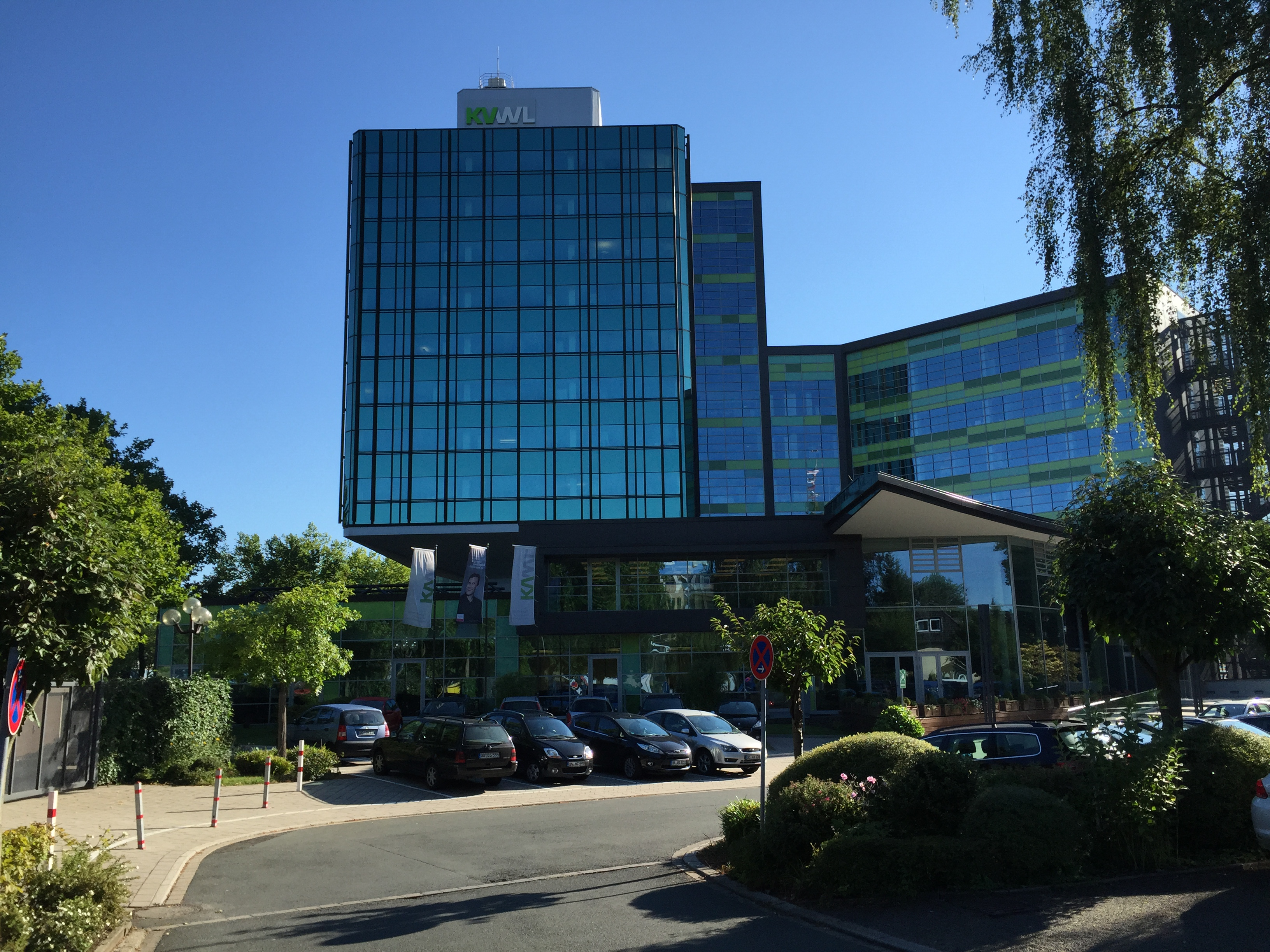
Sitz KV Westfalen-Lippe in Dortmund

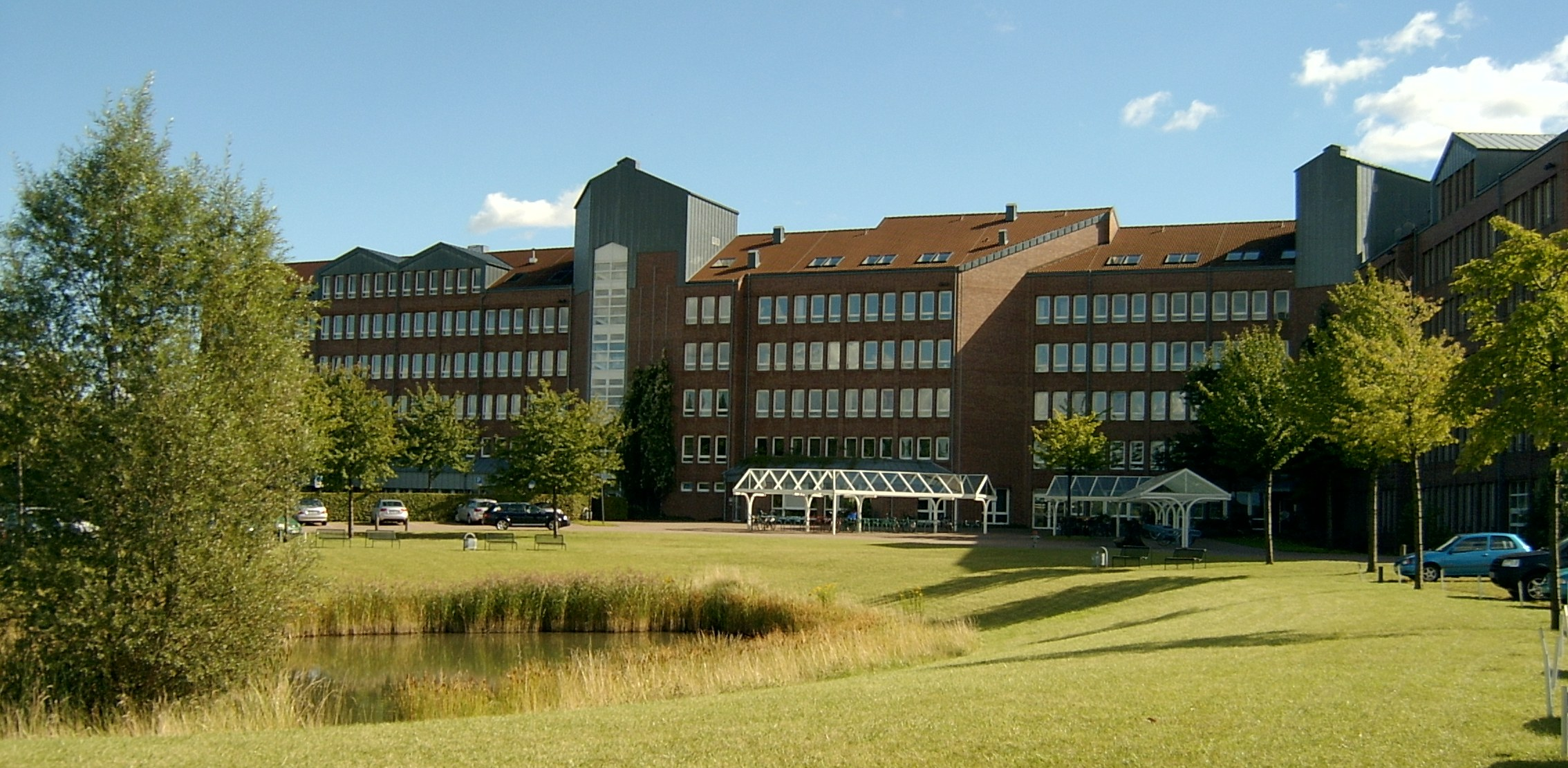
Sitz der KV Sachsen-Anhalt in Magdeburg

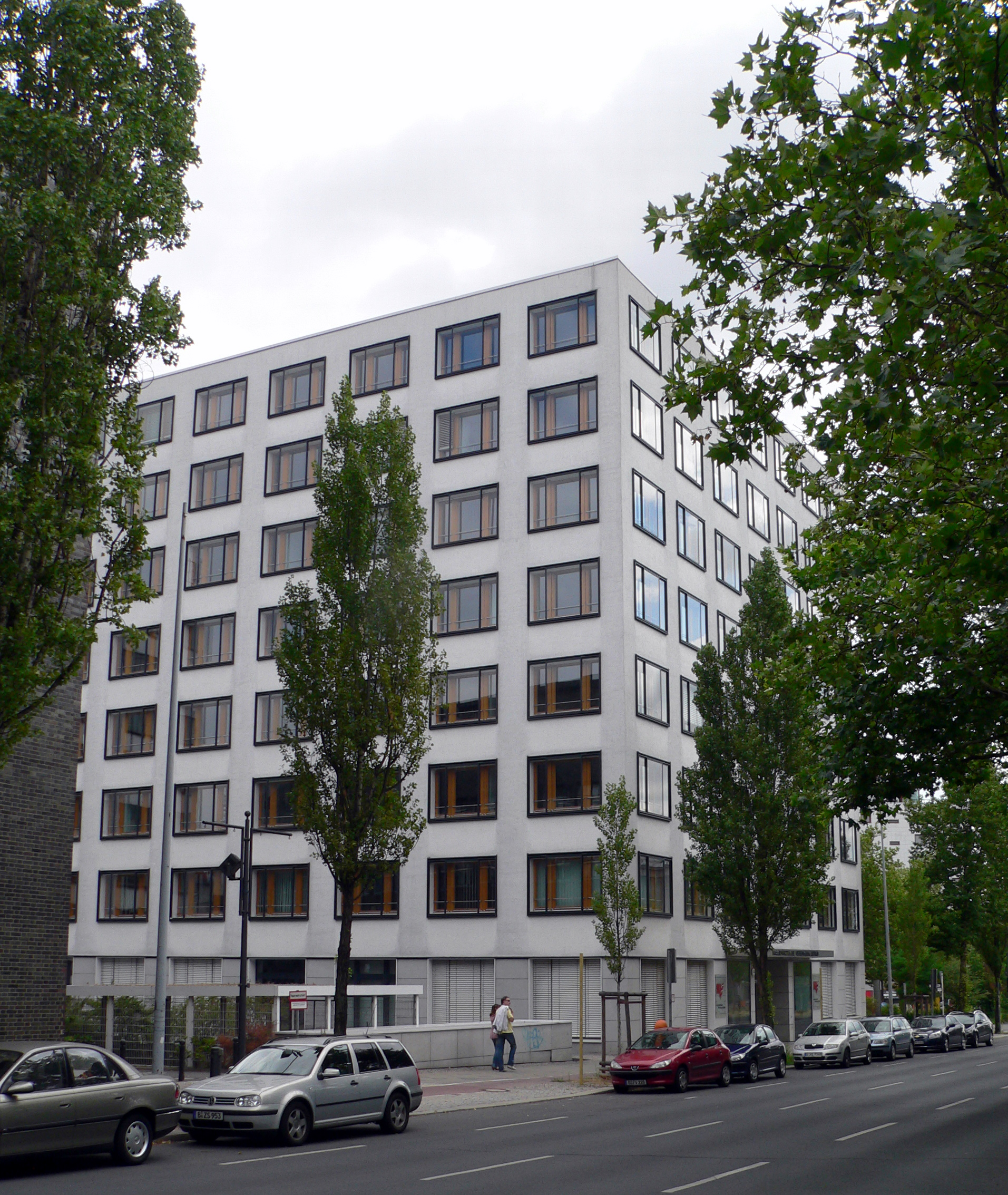
Sitz der KV Berlin in Berlin-Westend

Es gibt in Deutschland 17 kassenärztliche Vereinigungen entsprechend den Bundesländern, mit Ausnahme von Nordrhein-Westfalen, das in die KV Nordrhein und die KV Westfalen-Lippe unterteilt ist. Ebenso die KZVen. Die mitgliederstärkste KV ist die KV Bayerns. Auf Bundesebene bestehen gemäß § 77 Abs. 4 SGB V eine Kassenärztliche Bundesvereinigung (KBV) sowie eine Kassenzahnärztliche Bundesvereinigung (KZBV) als oberste Beschlussgremien, insbesondere für den Abschluss von Bundesmantelverträgen mit den Krankenkassenverbänden. Die Vertragsinhalte sind jeweils für die Ärzte und Zahnärzte bindend. Die Dachorganisationen unterstehen gemäß § 78 Abs. 1 SGB V der Rechtsaufsicht (nicht der Fachaufsicht) des Bundesgesundheitsministeriums, die Landesorganisationen der Aufsicht der für ihren räumlichen Bereich zuständigen Landesgesundheitsministerien beziehungsweise Landessozialministerien, die sich in jährlichen Gesundheitsministerkonferenzen abstimmen.

### Kassenärztliche Vereinigungen
| KV                                                        | Sitz                          | Vorstandsvorsitz Stand: 13. November 2024 | Mitgliederzahl Stand: 31. Dezember 2023 |
| --------------------------------------------------------- | ----------------------------- | ----------------------------------------- | --------------------------------------- |
| Kassenärztliche Vereinigung Baden-Württemberg (KVBW)      | Stuttgart-Möhringen           | Karsten Braun                             | 23.752                                  |
| Kassenärztliche Vereinigung Bayerns (KVB)                 | München-Laim                  | Christian Pfeiffer                        | 30.145                                  |
| Kassenärztliche Vereinigung Berlin (KV Berlin)            | Berlin-Westend                | Burkhard Ruppert                          | 10.808                                  |
| Kassenärztliche Vereinigung Brandenburg (KVBB)            | Potsdam                       | Catrin Steiniger                          | 5.041                                   |
| Kassenärztliche Vereinigung Bremen (KVHB)                 | Bremen-Schwachhausen          | Bernhard Rochell                          | 2.093                                   |
| Kassenärztliche Vereinigung Hamburg (KVH)                 | Hamburg-Barmbek-Süd           | John Afful                                | 5.680                                   |
| Kassenärztliche Vereinigung Hessen (KV Hessen)            | Frankfurt-Gallus              | Frank Dastych                             | 14.446                                  |
| Kassenärztliche Vereinigung Mecklenburg-Vorpommern (KVMV) | Schwerin-Neumühle             | Angelika von Schütz                       | 3.508                                   |
| Kassenärztliche Vereinigung Niedersachsen (KVN)           | Hannover-Oststadt             | Mark Barjenbruch                          | 16.885                                  |
| Kassenärztliche Vereinigung Nordrhein (KVNO)              | Düsseldorf-Golzheim           | Frank Bergmann                            | 23.181                                  |
| Kassenärztliche Vereinigung Rheinland-Pfalz (KV RLP)      | Mainz-Gonsenheim              | Peter Heinz                               | 8.421                                   |
| Kassenärztliche Vereinigung Saarland (KV Saarland)        | Saarbrücken-St. Johann (Saar) | Harry Derouet                             | 2.244                                   |
| Kassenärztliche Vereinigung Sachsen (KVS)                 | Dresden-Neustadt              | Sylvia Krug                               | 9.123                                   |
| Kassenärztliche Vereinigung Sachsen-Anhalt (KVSA)         | Magdeburg-Hopfengarten        | Jörg Böhme                                | 4.544                                   |
| Kassenärztliche Vereinigung Schleswig-Holstein (KVSH)     | Bad Segeberg                  | Bettina Schultz                           | 6.289                                   |
| Kassenärztliche Vereinigung Thüringen (KV Thüringen)      | Weimar                        | Annette Rommel                            | 4.449                                   |
| Kassenärztliche Vereinigung Westfalen-Lippe (KVWL)        | Dortmund-Westfalendamm        | Dirk Spelmeyer                            | 16.832                                  |
| Summe                                                     |                               |                                           | 187.441                                 |

### Kassenzahnärztliche Vereinigungen

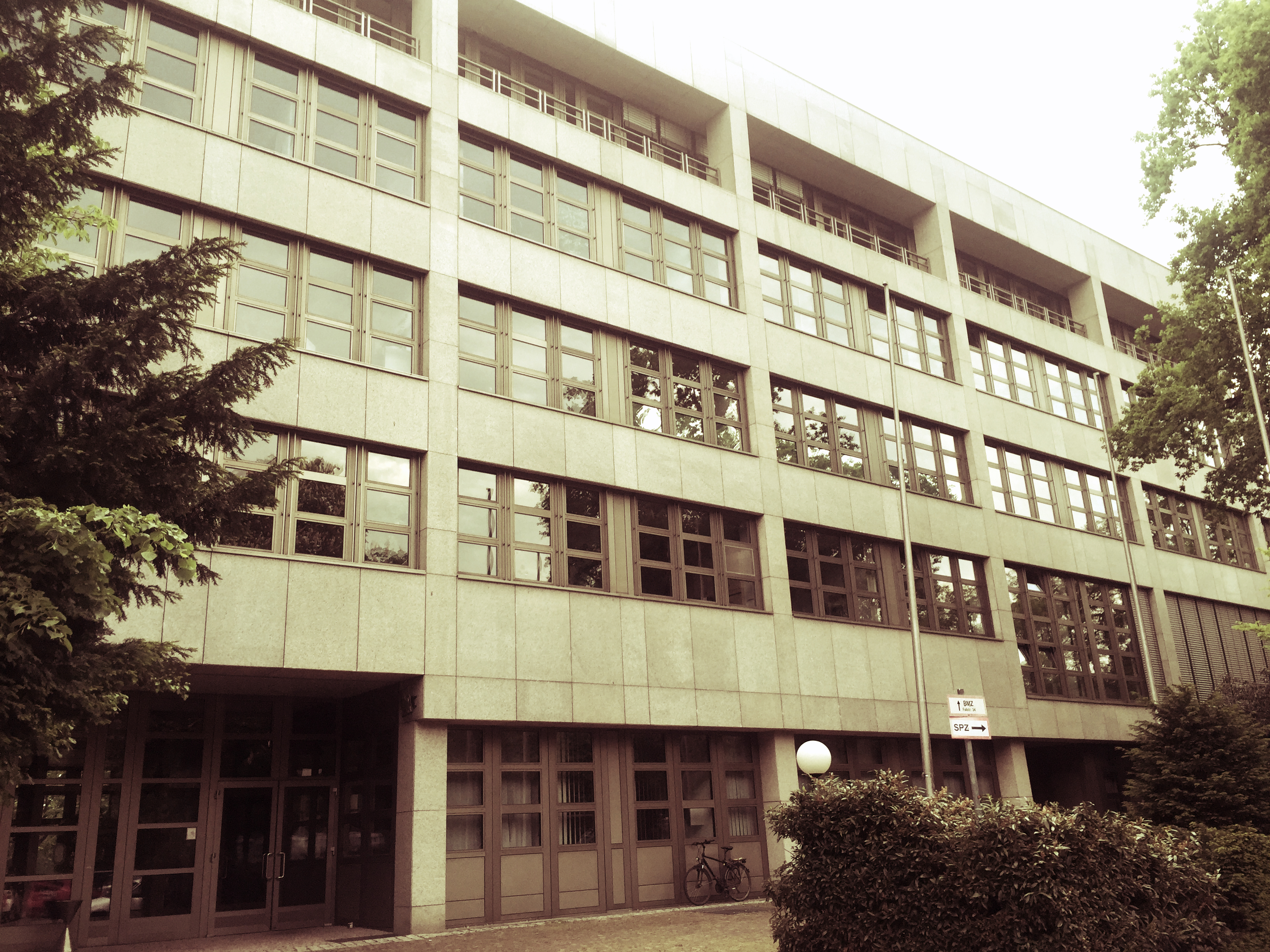
Zahnärztehaus München – Sitz der Kassenzahnärztlichen Vereinigung Bayerns

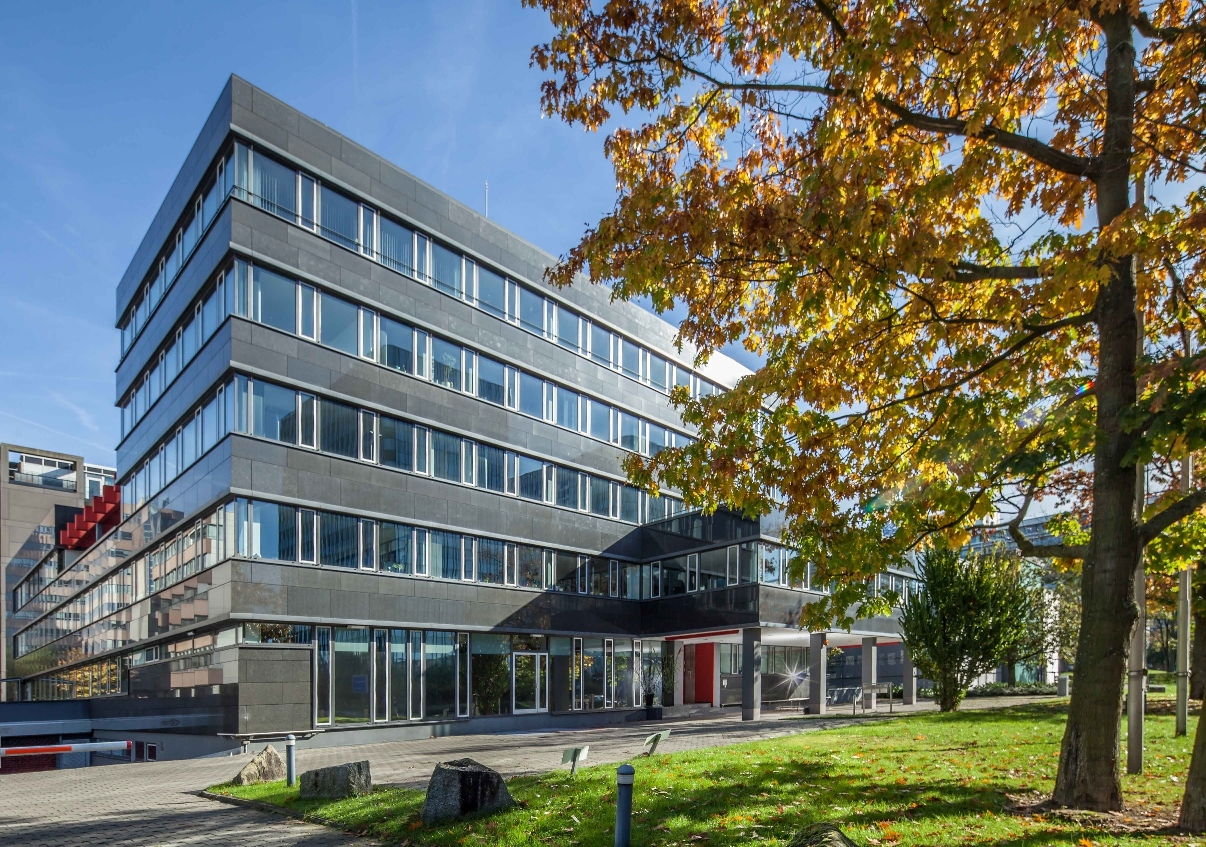
Sitz der Kassenzahnärztlichen Vereinigung Hessen in Frankfurt am Main

Sitz der Kassenzahnärztlichen Vereinigung Sachsen-Anhalt in Magdeburg

| KZV                                                            | Sitz        | Vorstandsvorsitz Stand: 1. März 2023 | Mitgliederzahl Stand: 1. Oktober 2016 |
| -------------------------------------------------------------- | ----------- | ------------------------------------ | ------------------------------------- |
| Kassenzahnärztliche Vereinigung Baden-Württemberg (KZV BW)     | Stuttgart   | Torsten Tomppert                     | 7.791                                 |
| Kassenzahnärztliche Vereinigung Bayerns (KZVB)                 | München     | Rüdiger Schott                       | 10.146                                |
| Kassenzahnärztliche Vereinigung Berlin (KZV Berlin)            | Berlin      | Karsten Geist                        | 3.693                                 |
| Kassenzahnärztliche Vereinigung Brandenburg (KZVBB)            | Potsdam     | Eberhard Steglich                    | 1.782                                 |
| Kassenzahnärztliche Vereinigung Bremen (KZVHB)                 | Bremen      | Martin Sztraka                       | 486                                   |
| Kassenzahnärztliche Vereinigung Hamburg (KZVH)                 | Hamburg     | Eric Banthien                        | 1.697                                 |
| Kassenzahnärztliche Vereinigung Hessen (KZV Hessen)            | Frankfurt   | Stephan Allroggen                    | 4.809                                 |
| Kassenzahnärztliche Vereinigung Mecklenburg-Vorpommern (KZVMV) | Schwerin    | Gunnar Letzner                       | 1.246                                 |
| Kassenzahnärztliche Vereinigung Niedersachsen (KZVN)           | Hannover    | Jürgen Hadenfeldt                    | 6.067                                 |
| Kassenzahnärztliche Vereinigung Nordrhein (KZVNR)              | Düsseldorf  | Andreas Kruschwitz                   | 6.986                                 |
| Kassenzahnärztliche Vereinigung Rheinland-Pfalz (KZV RLP)      | Mainz       | Christine Ehrhardt                   | 2.628                                 |
| Kassenzahnärztliche Vereinigung Saarland (KZV Saarland)        | Saarbrücken | Jürgen Ziehl                         | 599                                   |
| Kassenzahnärztliche Vereinigung Sachsen (KZVS)                 | Dresden     | Holger Weissig                       | 3.479                                 |
| Kassenzahnärztliche Vereinigung Sachsen-Anhalt (KZVSA)         | Magdeburg   | Jochen Schmidt                       | 1.722                                 |
| Kassenzahnärztliche Vereinigung Schleswig-Holstein (KZVSH)     | Kiel        | Michael Diercks                      | 2.074                                 |
| Kassenzahnärztliche Vereinigung Thüringen (KZV Thüringen)      | Erfurt      | Knut Karst                           | 1.876                                 |
| Kassenzahnärztliche Vereinigung Westfalen-Lippe (KZVWL)        | Münster     | Holger Seib                          | 5.603                                 |
| Summe                                                          |             |                                      | 62.684                                |

### Organe
Eine KV/KZV besteht aus zwei Organen, dem Vorstand und der Vertreterversammlung. Seit Einführung des hauptamtlichen Vorstands haben beide Organe ihre gesetzlich zugewiesenen Aufgabenbereiche. Als einziges Selbstverwaltungsorgan der KV/KZV verblieb die Vertreterversammlung (VV). Die beiden Vorsitzenden der Vertreterversammlung vertreten die Körperschaft gegenüber dem Vorstand. Die Vertreter (Delegierten) werden alle sechs Jahre neu gewählt. Wahlberechtigt und wählbar sind die Mitglieder der KV. Die Kandidatur erfolgt auf Basis von Listen- oder Einzelwahlvorschlägen; bei den Wahlen bewerben sich häufig Mitglieder (zahn)ärztlicher Berufsverbände. Von der VV wird (seit 2005) ein hauptamtlicher zwei- bis dreiköpfiger Vorstand gewählt. Die Amtsdauer beträgt gemäß § 79 SGB V sechs Jahre. Die aktuelle, 16. Amtsperiode läuft von 2023 bis 2028.
Vertreterversammlung
1. die Satzung und sonstiges autonomes Recht zu beschließen,
2. den Vorstand zu überwachen,
3. alle Entscheidungen zu treffen, die für die Körperschaft von grundsätzlicher Bedeutung sind,
4. den Haushaltsplan festzustellen,
5. über die Entlastung des Vorstandes wegen der Jahresrechnung zu beschließen,
6. die Körperschaft gegenüber dem Vorstand und dessen Mitgliedern zu vertreten,
7. über den Erwerb, die Veräußerung oder die Belastung von Grundstücken sowie über die Errichtung von Gebäuden zu beschließen.

Sie kann sämtliche Geschäfts- und Verwaltungsunterlagen einsehen und prüfen. Die Kompetenzen der Vertreterversammlung finden ihre Grenze im Kernbereich der dem Vorstand obliegenden Aufgaben.
Vorstand
Der Vorstand verwaltet die Körperschaft und vertritt sie gerichtlich und außergerichtlich, soweit Gesetz oder sonstiges Recht nichts Abweichendes bestimmen. Aufgabe des Vorstandes ist es nicht, die Vertreterversammlung nach außen zu vertreten, sondern die Körperschaft K(Z)V als juristische Person. „Verlängerter Arm“ der Vertreterversammlung ist der Vorstand lediglich in den Fällen, in denen der Vertreterversammlung ausnahmsweise Entscheidungskompetenzen im Einzelfall und im Rahmen der Gesetze zustehen.

## Aufgaben
Die Aufgaben der KVen/KZVen sind gemäß § 75 Abs. 1 SGB V und § 73 Abs. 2 SGB V die Sicherstellung der flächendeckenden ambulanten ärztlichen, psychotherapeutischen und zahnärztlichen Versorgung (siehe zur Ausgestaltung dieser Aufgabe etwa § 106 SGB V für die Wirtschaftlichkeitsprüfung, § 106a SGB V für die Abrechnungsprüfung und §§ 95 ff. SGB V für das Zulassungswesen), die Vertretung der Rechte ihrer Mitglieder gegenüber den Krankenkassen gemäß § 75 Abs. 2 Satz 1 SGB V, die Überwachung der Erfüllung der den Vertragsärzten obliegenden Pflichten (§ 75 Abs. 2 Satz 2 SGB V, siehe auch etwa § 81 Abs. 5 SGB V für Disziplinarverfahren und § 81a SGB V für Fehlverhaltensbekämpfung) sowie die Honorarverteilung an die Vertrags(zahn)ärzte und Psychotherapeuten (vgl. § 85 Abs. 4 SGB V). Den KVen/KZVen steht die Wahrnehmung der Rechte und Interessen der Mitglieder im Rahmen von Gesetzgebungsverfahren, die Wahrnehmung der Rechte der Mitglieder gegenüber den Krankenkassen und gegenüber der Aufsichtsbehörde zu. Die KVen/KZVen sind für ihre Mitglieder Ansprechpartner für alle Bereiche der vertrags(zahn)ärztlichen Tätigkeit. Dies betrifft u. a. auch Fragen der Abrechnung, Qualitätssicherung, Verordnung, Wirtschaftlichkeit und Praxisführung. Ferner setzen sich die KVen/KZVen regelmäßig für ihre Mitglieder berufspolitisch ein, etwa für die Wahrung der Freiberuflichkeit, die Niederlassungsfreiheit, das Recht auf freie Arzt- und Psychotherapeutenwahl und eine leistungsgerechte Honorierung der ärztlichen und psychotherapeutischen Tätigkeit.

### Kollektivvertrag
Die Abrechnung von ambulanten medizinischen Leistungen, die bei Patienten der gesetzlichen Krankenversicherung (GKV) erbracht werden, erfolgt nicht direkt zwischen Vertragsarzt, Vertragspsychotherapeuten bzw. Vertragszahnarzt und Patient und auch nicht zwischen Arzt und Krankenkasse des Patienten (anders bei der Liquidation eines Privatarztes, Privatpsychotherapeuten oder Privatzahnarztes oder bei der Liquidation von Privatleistungen bei Kassenpatienten). Die Krankenkassen schließen mit den jeweiligen KVen Kollektivverträge ab, in denen die Gesamtvergütung für den jeweiligen KV-Bezirk festgelegt ist. Die Gesamtvergütung soll alle ärztlichen und psychotherapeutischen Leistungen zur Versorgung der GKV-Versicherten abdecken. Die Höhe der Gesamtvergütung beruht dabei auf dem Behandlungsbedarf, der gemäß § 87a SGB V jährlich insbesondere anhand der Änderung der Versichertenzahl oder -struktur (Alter, Morbidität) anzupassen ist. Im Bereich der zahnärztlichen Versorgung sind diese Parameter gemäß § 85 SGB V bei der jährlichen Steigerung der Gesamtvergütung zumindest zu berücksichtigen.

#### Strukturverträge
Ergänzend konnten bis 2015 gemäß § 73a SGB V a.F. die Kassenärztlichen Vereinigungen mit den Landesverbänden der Krankenkassen und den Ersatzkassen Strukturverträge abschließen.

### Abrechnung
Die Abrechnung einzelner ärztlicher bzw. psychotherapeutischer Leistungen erfolgt mit der KV über ein Punktesystem, den Einheitlichen Bewertungsmaßstab (EBM), bei den Zahnärzten nach dem Bewertungsmaßstab zahnärztlicher Leistungen (BEMA). Die Budgetierung machte Honorarverteilungsverträge notwendig. Diese regeln beispielsweise mit Praxisbudgets oder floatenden Punktwert, welche Vergütung der einzelne Arzt bzw. Psychotherapeut auf Basis der von den Gesetzlichen Krankenkassen gezahlten Gesamtvergütung, der von ihm abgerechneten Punkte und des Punktwerts letztlich erhält. Weil die Leistungsmenge jährlich schneller steigt als die durch die Bindung an die Grundlohnsummenentwicklung begrenzte Gesamtvergütung, sinken die ärztlichen bzw. psychotherapeutischen Honorare je Leistung seit Jahren, pro Arbeitsstunde steigt die durchschnittliche Vergütung jedoch.

#### Abrechnungsmodus
Die Abrechnung erfolgte lange nur auf Papier, bis Anfang der 1990er Jahre die Abrechnungsdaten auch verschlüsselt auf Diskette an die KV übergeben werden konnten. Ab der Abrechnung des ersten Quartals 2011 ist für Vertragsärzte und Vertragspsychotherapeuten die Online-Abrechnung obligatorisch. Die Umstellung hatte die Vertreterversammlung der KBV 2007 mehrheitlich beschlossen. Voraussetzung für die Online-Abrechnung ist die Anbindung der Praxis an das Rechenzentrum der jeweiligen KV. Dafür stehen je nach KV bis zu drei Wege zur Verfügung: Hardware-VPN (KV-SafeNet), Software-VPN (KV-FlexNet) und Webportale der KVen (KV-WebNet). Beispiel für ein Webportal ist KV-Ident der KV Bayerns.

### Niederlassung
Die Niederlassungsmöglichkeiten der Ärzte und Psychotherapeuten, die an der kassenärztlichen Versorgung teilnehmen wollen, werden gesetzlich kontingentiert. Die gesetzlichen Zulassungsbeschränkungen sollen Über- und Unterversorgung mit Vertragsärzten und Vertragspsychotherapeuten vermeiden (Bedarfsplanung und Versorgungssicherung). Die Zulassung von Vertragsärzten und Vertragspsychotherapeuten gemäß der Zulassungsverordnung obliegt dem Zulassungsausschuss, dem zu gleichen Teilen Vertreter der Kassenärztlichen Vereinigung und der Krankenkassen angehören.
Im Bereich der vertragszahnärztlichen Versorgung wurde die Zulassungsbeschränkung zum 1. April 2007 aufgehoben. Der § 103 SGB V, der die Anordnung von Zulassungsbeschränkungen regelt, gilt seitdem laut Absatz 8 ausdrücklich nicht mehr für Zahnärzte.
Jede Kassenärztliche Vereinigung führt für ihren Bezirk außerdem ein Arztregister. Es erfasst alle Ärzte und Psychotherapeuten, die zur ambulanten Versorgung von Kassenpatienten zugelassen sind oder eine Zulassung zur vertragsärztlichen bzw. vertragspsychotherapeutischen Versorgung beabsichtigen.

### Bereitschaftsdienst
Alle Kassenärztlichen Vereinigungen betreiben ärztliche Bereitschaftsdienste. Diese stellen sicher, dass Patienten im Krankheitsfall auch außerhalb der regulären Praxisöffnungszeiten, also auch nachts, an Feiertagen und am Wochenende, einen niedergelassenen Arzt kontaktieren können. Der Bereitschaftsdienst ist vom Notarzt abzugrenzen, der in lebensbedrohlichen Fällen Hilfe leistet. Seit dem 17. April 2012 gilt einheitlich die Rufnummer 116 117 für alle ärztlichen Bereitschaftsdienste in Deutschland.
Die Kassenzahnärztlichen Vereinigungen organisieren flächendeckend den Zahnärztlichen Notdienst, insbesondere an Samstagen, Sonn- und Feiertagen, Brückentagen, und ggf. während der Schulferien.

### Einrichtungen
Die KBV unterhielt gemeinsam mit der Arbeitsgemeinschaft der deutschen Ärztekammern (Bundesärztekammer) von 1995 bis 2024 das Ärztliche Zentrum für Qualität in der Medizin (ÄZQ). Die KZBV unterhält zusammen mit der Arbeitsgemeinschaft Deutscher Zahnärztekammern e. V. (Bundeszahnärztekammer) die Zentrum Zahnärztliche Qualität (ZZQ).

## Geschichte

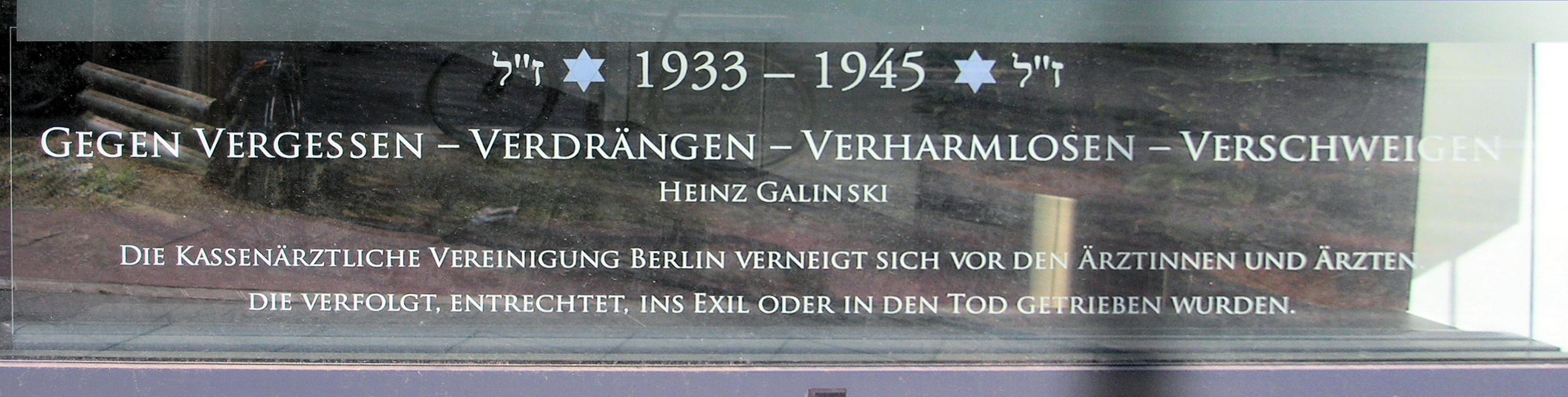
Gedenktafel für jüdische Kassenärzte, in Berlin-Westend

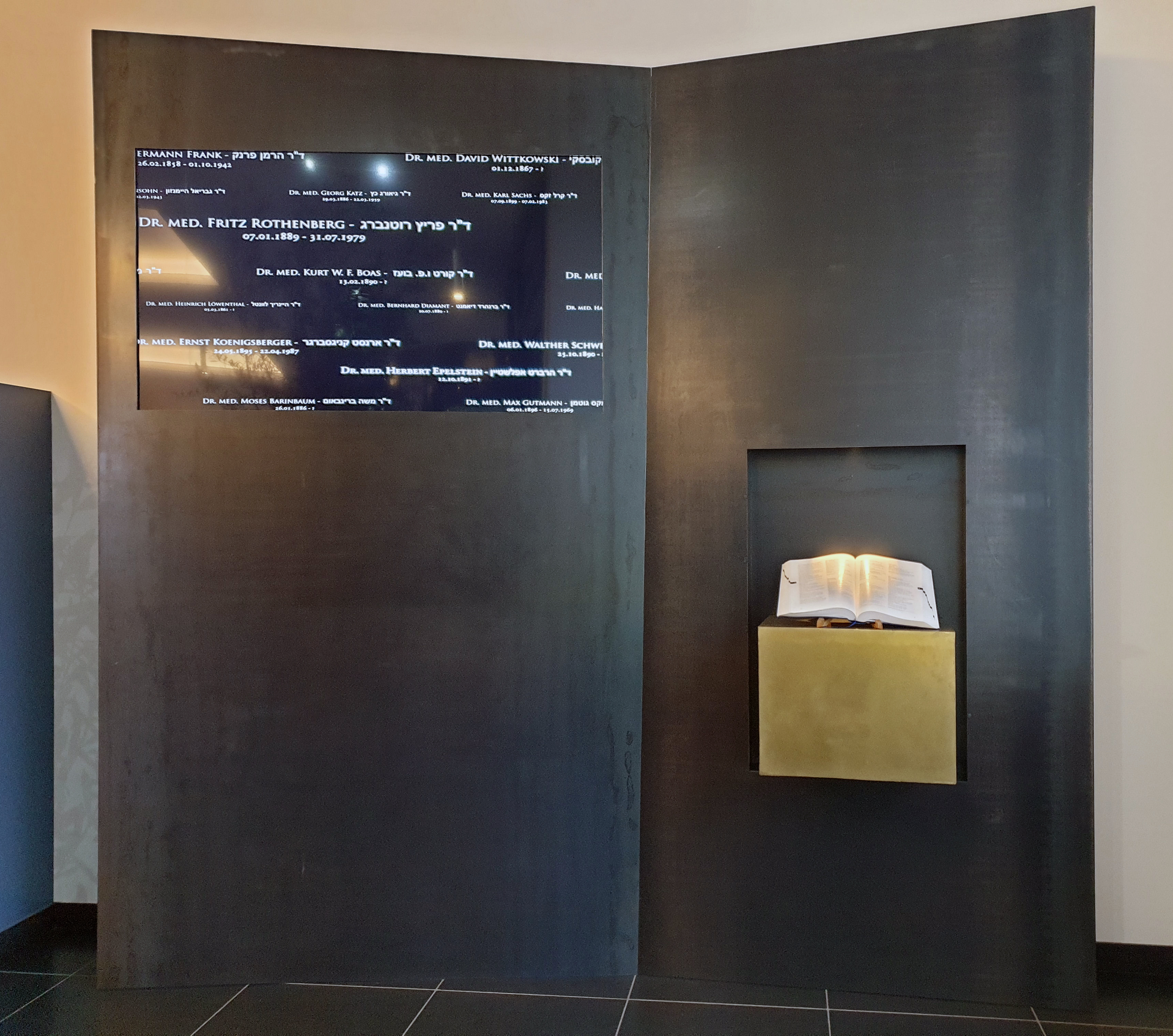
Denkmal für jüdische Kassenärzte, in Berlin-Westend

Als gegen Ende des 19. Jahrhunderts in Deutschland die Krankenversicherungspflicht für Arbeiter eingeführt wurde, hatten die Krankenkassen ein Vertragsmonopol. Sie schlossen Einzelverträge mit den von ihnen weitgehend abhängigen Ärzten und konnten dabei die Konditionen bestimmen. Es kam in der Folgezeit zu Unruhen unter der Ärzteschaft, die im Oktober 1913 bis zum Beschluss eines Generalstreiks führten. Zur Abwendung dieses Streiks griff die Regierung ein. Sie vermittelte die Anfänge der gemeinsamen Selbstverwaltung von Krankenkassen und Kassenärzten (später: Reichsausschuss der Ärzte und Krankenkassen, heute: Gemeinsamer Bundesausschuss).
Die vierte Verordnung des Reichspräsidenten zur Sicherung von Wirtschaft und Finanzen und zum Schutz des inneren Friedens vom 8. Dezember 1931 (RGBl. 699) sah in § 1 den Abschluss von Gesamtverträgen zwischen Kassen und kassenärztlichen Vereinigungen vor. Die Verordnung über kassenärztliche Versorgung vom 14. Januar 1932 (RGBl. I S. 19) passte die §§ 368- 373 RVO (Reichsversicherungsordnung) dem neuen Rechtszustand an. Diese 1931 und 1932 durchgeführte Gründung der Kassenärztlichen Vereinigungen schuf ein Gegengewicht zu den Krankenkassen.
Durch die Verordnung über die Kassenärztliche Vereinigung Deutschlands vom 2. August 1933 (RGBl. 567) wurden die regionalen Kassenärztlichen Vereinigungen abgeschafft und eine vom NS-Staat gelenkte einheitlich-deutsche Kassenärztliche Vereinigung gebildet, die der NS-Diktatur im Rahmen der Gleichschaltungsgesetze die juristischen Machtmittel in die Hände gaben, ihr Regime aufzubauen und aufrechtzuerhalten. Die Kassenärztlichen Vereinigungen wurden damit von einer Interessenvertretung der Ärzte in ein parastaatliches Exekutivorgan umgewandelt:

„Die Kassenärztliche Vereinigung Deutschlands untersteht der Aufsicht des Reichsarbeitsministers, soweit nicht eine besondere Aufsicht besteht oder begründet wird.“

Nach 1945 wurde dieser Status beibehalten, die Zwitterstruktur, dass Mitglieder einer Vereinigung zwar einerseits diese Vereinigung zu bezahlen haben, diese Vereinigung jedoch staatliche Aufgaben der Kontrolle auszuführen hat, ist mit demokratischen Grundsätzen zunächst schwer vereinbar. Es wird also vom demokratischen Staat der Status einer „Körperschaft des öffentlichen Rechts“ begründet und den Kassenärztlichen Vereinigungen der Status verliehen.
Zwar war die Kassenärztliche Vereinigung im NS-Staat und sind die Kassenärztlichen Vereinigungen Deutschlands formal alleinige Träger der Beziehungen zwischen Kassenärzten und Krankenkassen und damit Körperschaften des öffentlichen Rechts. Allerdings haben sie hierbei die Regelungen der Sozialgesetzgebung (insbesondere SGB V) einzuhalten.
Die Kassenärzte haben sich somit durch die Gründung der Kassenärztlichen Vereinigungen einerseits mehr Rechte (Selbstverwaltung, Kollektivverträge, Aushandlung von Honorarvereinbarungen und Zulassungsbestimmungen), andererseits jedoch auch Pflichten (vor allem den „Sicherstellungsauftrag“) gegen die anfängliche Übermacht der Krankenkassen erkämpft. Im Gegenzug mussten sie auf das Streikrecht verzichten.

## Diskussion und Kontroversen

### Aufgaben und Selbstverständnis
In der gesundheitspolitischen Diskussion werden die kassenärztlichen Vereinigungen von Seiten der Politik kritisiert: sie seien „Wettbewerb verhindernde Monopole und Kartelle“. Die aktuellen Gesundheitsreformgesetze sehen daher eine „Professionalisierung und Verschlankung“ der KVen vor. So können die Krankenkassen heute bereits Direktverträge mit einzelnen Leistungserbringern abschließen. Einige Politiker und Ökonomen sowie Teile der Ärzteschaft plädieren sogar für die vollständige Auflösung der KVen, zudem werden sie auch durch miteinander konkurrierende Interessen(verbände) innerhalb der Ärzteschaft (z. B. zwischen den Fachärzten und Hausärzten) herausgefordert.
Gegen eine Auflösung der KVen bzw. KZVen wird argumentiert, dass dies die Einführung rein staatlicher Behörden notwendig mache, die die Aufgaben der KVen übernehmen müssten, ohne das notwendige Fachwissen zu haben. Einzelne Aufgaben, wie z. B. die Qualitätssicherung der Versorgung, könnten den Ärztekammern übertragen werden, die seit jeher die Weiterbildung, Fortbildung und Qualitätssicherung der ärztlichen Versorgung zur Aufgabe haben. Die Abrechnung der Ärzte, Zahnärzte und Psychotherapeuten mit den Krankenkassen könnte direkt oder über privatwirtschaftliche Verrechnungsstellen erfolgen. Die besonders sensiblen Sozialdaten der Bürger, die sich nicht gegen die Erhebung wehren könnten, unterliegen jedoch datenschutzrechtlichen Vorgaben, die privatwirtschaftliche Verrechnungsstellen derzeit nicht erfüllen.
Es wird bemängelt, dass einzelne KVen immer mehr die Interessen des Berufsstandes vertreten und so der Sicherstellungsauftrag einseitig wahrgenommen wird. So bemängelt der BMVZ e. V. im Juli 2011, dass die KV Berlin pauschal gegen alle klinikgeführten MVZs in Berlin Anzeige wegen Abrechnungsbetrug erstattet hat, mit der Begründung, dass „Klinik-MVZ auf legalem Wege kaum gewinnbringend arbeiten könnten“.
Die Berliner KV sorgt nach eigenen Angaben dafür, dass Ärztinnen und Ärzte sowie Psychotherapeutinnen und Psychotherapeuten zum Wohle der Patientinnen und Patienten unter guten Bedingungen in ihren Praxen arbeiten können. Sie stellt als eine ihrer Hauptaufgaben die ambulante medizinische Versorgung in Berlin sicher (Sicherstellung).

### Einforderung von Praxisgebühren
2015 hatte die KV Hamburg in einer Mahnaktion vermeintlich ausstehende, in den Jahren 2004 bis 2012 auf gesetzlicher Grundlage jeweils beim ersten Arztbesuch pro Quartal durch Vertragsärzte zu erhebende Praxisgebühren von je zehn Euro eintreiben lassen. Der stellvertretende Vorstandsvorsitzende der KV, Walter Plaßmann, sagte hierzu, er selbst sei „sauer“, dass die Aufgabe überhaupt an ihm hängenblieb, denn die KVen trieben das Geld nur im Namen der Kassen ein, an die sie es weiterleiten. Zudem hätten sie sich lange dagegen gewehrt. In diesem Zusammenhang bestand eine Kontroverse darüber, ob die Versicherten oder die KV bzw. die Kasse beweispflichtig war, ob die Gebühr bezahlt worden war oder nicht. Die Verbraucherzentrale Hamburg ging davon aus, dass die Kasse beweispflichtig war, und nicht der Verbraucher. Die KV-Sprecherin Franziska Schott sagte dazu: „Der Patient muss beweisen, dass er die Praxisgebühr bezahlt hat“. Wer die mit der Eintreibung beauftragte Inkasso-Agentur nicht widerlegen könne, dem wurde geraten, die zehn Euro lieber zu zahlen, denn im folgenden Mahnverfahren fielen hohe Honorare für die Inkasso-Anwälte an.
Von der KV Hamburg wurden zudem unberechtigterweise Versicherten-Daten von Patienten der Barmer Ersatzkasse (BEK) an die Stuttgarter Inkasso-Kanzlei „RVR Rechtsanwälte“ weitergegeben, um vermeintlich ausstehende Praxisgebühren von je zehn Euro aus dem ersten Quartal 2011 eintreiben zu lassen. KV-Sprecher Joachim Kriens räumte eine Datenpanne und ein Versehen der KV ein und sicherte zu, dies für das folgende Quartal zu korrigieren.

## Freie Allianz der Länder-KVen (FALK)
Im Mai 2011 ist aus der Initiative der Kassenärztlichen Vereinigungen Baden-Württemberg (KVBW), Bayerns (KVB), Hessen (KVH) und Mecklenburg-Vorpommern (KVMV) die Freie Allianz der Länder-KVen entstanden. Die FALK betreibt ein Büro in Berlin und bezeichnet sich als „patientennah, ländernah, gemeindenah.“. Ziel der FALK ist eine länderübergreifende Kooperation zu wichtigen gesundheits- und versorgungspolitischen Themen sowie eine effektive Vertretung der Interessen der Länder-KVen auf Bundesebene. Sie nimmt eine Gegenposition zur Kassenärztlichen Bundesvereinigung (KBV) ein und vertritt die Auffassung, dass eine zentralistische Steuerung von Berlin aus der jeweiligen Versorgungssituation in den Regionen nicht gerecht werde. Ambulante Versorgung könne nur regional gut gestaltet werden, unter Berücksichtigung der individuellen Gegebenheiten vor Ort. Zudem kritisieren die FALKen neben versorgungsspezifischen Aspekten insbesondere die Struktur der Vertreterversammlung (VV) der KBV, die nach dem bisherigen Modus einen überproportionalen Einfluss von KVen mit nur wenigen Mitgliedern vorsehe. Die KV Bayern vertrete bspw. 24.370 Mitglieder (Stand: 31. Dezember 2009) und habe nur sechs Sitze in der VV, während die KV Mecklenburg-Vorpommern lediglich 2.850 Mitglieder (Stand: 31. Dezember 2009) repräsentiere, jedoch über zwei VV-Mitglieder verfüge.
Im Jahr 2015 wurden die KV Westfalen-Lippe (KVWL) und die KV Saarland neue Mitglieder der FALK, 2017 auch die KV Rheinland-Pfalz (RLP) und 2018 die KV Nordrhein (KVNO).

## Landesübergreifender Angemessener Versorgungsanspruch (LAVA)
Im August 2011 gründete sich als Gegengewicht zu obigem Verbund eine Allianz aus acht KVen, und zwar der von Brandenburg (KVBB), Nordrhein (KVNO), Rheinland-Pfalz (KV RLP), Sachsen (KVS), Sachsen-Anhalt (KVSA), Thüringen (KVT), Schleswig-Holstein (KVSH) und Westfalen-Lippe (KVWL). Diese KVen erhielten alle weniger Geld pro Versicherten, als es dem Bundesdurchschnitt entsprach. Die KVSH hat den Verbund 2012 verlassen, die KVWL wechselte 2015, die KV RLP 2017 und die KVNO 2018 zur FALK.